# ザ・クロマニヨンズ (アルバム)
「ザ・クロマニヨンズ」は、ザ・クロマニヨンズの1stアルバムである。

## 概要
2006年7月23日に初ライブを行って以来、約2ヶ月でシングル「タリホー」、3ヶ月でこの1stアルバムを発売と異例の速さで音源をリリースしている。同年の春に自身のスタジオでレコーディングされたもので、ほとんどアレンジを練る作業をしていないためにわずか3日で終了したという。
アルバムのイントロには雄叫び等が入っており、隠しトラックとして「バットマンのテーマ」が収録されている。「ロックンロールバンドのファーストアルバムには、欠かせないでしょう」と真島。
収録されている「タリホー」は、先に発売されたシングルとはアレンジ違いとなっている。
初回生産限定盤には、クロマニヨンズの初登場時のライブ、バックステージの模様を収録したDVDが付いている。

### 楽曲解説
1. キラービー
2. エレキギター
3. 連結器よ永遠に
4. グレート
5. やわらかい
6. あさくらさんしょ
クロマニヨンズとして初めて甲本がブルースハープを演奏している。
7. 草原の輝き
8. 歩くチブ
9. くじらなわ
ライブでは、頭の「くじら」「きりん」「みんな」が、その地方の名物や有名人に置き換えられている。
10. 夢のロッケンロール・ドリーム
11. くま
12. タリホー
シングルとは別バージョンで、サビやBメロの真島のコーラストラックが省かれている。
13. まーまーま
フジテレビ系列で毎年元日恒例の『初詣!爆笑ヒットパレード』のテーマソングとして2013年の第46回大会から使用されている。
14. 土星にやさしく
「土星にやさしく」の演奏終了後に収録されている曲は「BATMAN THEME（バットマンのテーマ）」である。
プロモーションビデオでは、メンバーは日本テレビ系列の24時間テレビのようなデザインの黄色いTシャツを着て歌っている。また、シングル「タリホー」に描かれている高橋ヨシオが街中を歩き、同番組で毎年行われているチャリティー募金のような募金活動を行っていたり、チャリティーマラソンのようなシーンもある（日本武道館ではなく土星に向かっている）。歌詞にも、同番組の「愛は地球を救う」を思わせる「愛は土星を救う」というフレーズがある。なお、プロモーションビデオでは「バットマンのテーマ」はカットされている。

## 収録曲

### Disc 1: CD
| 全編曲: ザ・クロマニヨンズ。 |                                  |            |       |
| #                            | タイトル                         | 作詞・作曲 | 時間  |
| 1.                           | 「キラービー」                   | 真島昌利   | 2:24  |
| 2.                           | 「エレキギター」                 | 真島昌利   | 1:44  |
| 3.                           | 「連結器よ永遠に」               | 甲本ヒロト | 3:08  |
| 4.                           | 「グレート」                     | 甲本ヒロト | 1:47  |
| 5.                           | 「やわらかい」                   | 真島昌利   | 2:14  |
| 6.                           | 「あさくらさんしょ」             | 真島昌利   | 3:16  |
| 7.                           | 「草原の輝き」                   | 真島昌利   | 4:43  |
| 8.                           | 「歩くチブ」                     | 甲本ヒロト | 4:03  |
| 9.                           | 「くじらなわ」                   | 真島昌利   | 1:25  |
| 10.                          | 「夢のロッケンロール・ドリーム」 | 甲本ヒロト | 5:30  |
| 11.                          | 「くま」                         | 甲本ヒロト | 2:40  |
| 12.                          | 「タリホー」                     | 甲本ヒロト | 3:14  |
| 13.                          | 「まーまーま」                   | 真島昌利   | 1:59  |
| 14.                          | 「土星にやさしく」               | 甲本ヒロト | 4:57  |
| 合計時間:                    | 合計時間:                        | 合計時間:  | 43:04 |

### Disc 2: DVD（初回生産限定盤）
| #  | タイトル                                                       | 作詞 | 作曲・編曲 |
| -- | -------------------------------------------------------------- | ---- | ---------- |
| 1. | 「ザ・クロマニヨンズ初ライブ映像、バックステージの模様を収録」 |      |            |

## 参加アーティスト
ザ・クロマニヨンズ
- 甲本ヒロト（ボーカル、ブルースハープ）
- 真島昌利（ギター）
- 小林勝（ベース）
- 桐田勝治（ドラム）